# Robert Detweiler
Robert Milan "Bob" Detweiler (født 20. juli 1930 i Centralia, Illinois, død 8. december 2003 i Orem, Utah) var en amerikansk roer og olympisk guldvinder.

## Rokarriere
Detweiler var kadet på United States Naval Academy ved Annapolis og her en del af otteren, som vandt collegemesterskabet og Eastern Sprints samt OL-udtagelsesstævnet i 1952. Ved OL 1952 i Helsinki stillede han og resten af besætningen, Dick Murphy, Bill Fields, Jim Dunbar, Henry Proctor, Wayne Frye, Ed Stevens og styrmand Charley Manring, op som store favoritter; amerikanerne havde vundet samtlige de OL-otterkonkurrencer, de havde stillet op i. Der deltog i alt 14 både i konkurrencen, hvor amerikanerne uden problemer vandt deres indledende heat og semifinale. I finalen blev USA i begyndelsen truet af den sovjetiske båd, men amerikanerne holdt dem væk og sejrede med et forspring på fem sekunder ned til Sovjetunionen, der fik sølv, mens Australien fik bronze.
Detweiler roede yderligere en sæson og genvandt collegemesterskabet i otteren samt Eastern Sprints.

## Videre karriere
Detweiler fik en karriere som søofficer, og her fungerede han som forsker i faststoffysik. Da han indstillede sin karriere i marinen, blev han leder af afdelingen for energi og kommunikation ved Eyring Research Institure i Provo, Utah, lige som han underviste i flere fag i Orem, Utah.
Han var hele livet meget kunst- og musikinteresseret, og han blev formand for Utah County Arts Council. Han var desuden med til at danne Utah Piano Quartet og optrådte i flere teaterforestillinger og musicals samt sang i Salt Lake Opera Company.

## OL-medaljer
- 1952:  Guld i otter